# O Homem que Caminha (mangá)
O Homem que Caminha (歩くひと, Aruku Hito) é um mangá one-shot escrito por Jirō Taniguchi, foi publicado no Japão pela editora Kodansha. Em Portugal o mangá foi publicado pela Editora Devir.
Em outros países, o mangá o foi publicado nos Estados Unidos pela editora Fanfare/Ponent Mon, na França pela Casterman, e na Itália pela editora Panini Comics. Também foi nomeado na categoria de Melhor Edição Americana de Material Internacional do Japão em 2007 no Eisner Awards.

## Enredo
Um homem começa a caminhar em sua vizinhança, e reserva um tempo para observar as pequenas coisas todos os dias que raramente recebem atenção.